# Kostel svatého Martina (Frýdek-Místek)
Římskokatolický kostel svatého Martina ve Skalici (Frýdek-Místek) je stavba v renesančním slohu vybudovaná v letech 1612 až 1617. V roce 1884 byl kostel rozšířen v klasicistně-empírovém slohu, takže budova je nakonec směsicí tří odlišných stylů. Kostel spadá pod Římskokatolickou farnost Skalice a veřejnosti je otevřen během konání mší a obřadů.

## Historie kostela
Kostel byl vybudovaný v letech 1612 až 1617 na místě původní lesní kaple a to na popud majitele frýdeckého panství hraběte Bruntálského z Vrbna. V roce 1774 byl ukován zvon, který je součástí sanktusníku. V roce 1884 byl kostel rozšířen do nové podoby s mohutnou věží nad předním vchodem. V letech 2002 až 2004 proběhlo statické zajištění kostela i fary pomocí ocelových táhel.

## Architektura
Prostor kostela tvoří trojlodí. Zadní oltářní část (zřejmě pozůstatek původní kaple) a navazující prostřední část byly postaveny v letech 1612 – 1617. Jsou tvořeny obdélnou lodí opatřenou zvenčí mohutnými opěráky a zakončenou polygonálním presbytářem. Nad oltářem se tyčí sanktusník se zvonem z roku 1774. Během rozšíření v roce 1848 byla doplněna přední část, k bokům přístavby byly přiřazeny kaple s oratořemi a byla vybudována mohutná věž se zvonem nad vchodem kostela. To vše v klasicistně-empírovém slohu.

## Zajímavosti
- V sanktusníku se nachází zvon, který ulil v roce 1774 jeden z příslušníků rozvětvené opavské zvonařské rodiny Stanků.
- Na zdi kostela je umístěna pamětní deska připomínající skalického faráře P. Josefa Onderku (1811-1877), autora zpěvníku a modlitební knížky.